# Тензор кручення
Тензором кручення в диференціальній геометрії називається векторозначний тензор, що кожній парі векторних полів {\displaystyle X,Y} класу {\displaystyle C^{\infty }}, заданих на деякому гладкому многовиді з введеною афінною зв'язністю присвоює векторне поле {\displaystyle T(X,Y)} класу {\displaystyle C^{\infty }}. Разом із тензором кривини тензор кручення є одним з головних інваріантів афінної зв'язності. Зокрема тензор кручення відіграє дуже важливу роль у вивченні геометрії геодезичних ліній на многовидах.

## Означення

### За допомогою афінної зв'язності
Нехай {\displaystyle (M,\nabla )} є диференційовним многовидом разом з визначеною на ньому афінною зв'язністю {\displaystyle \nabla }. Тензор кручення {\displaystyle T} задається як векторозначне тензорне поле, що визначається рівністю:
{\displaystyle T(X,Y)=\nabla _{X}Y-\nabla _{Y}X-[X,Y]}
Тут {\displaystyle X,Y\in \Gamma (TM)} — векторні поля, а {\displaystyle [\cdot ,\cdot ]} — дужки Лі.

### За допомогою диференціальних форм
Нехай векторні поля {\displaystyle e_{1},\ldots ,e_{n}} є локальним базисом із {\displaystyle C^{\infty }}-векторних полів дотичного розшарування {\displaystyle TU} для деякої відкритої підмножини {\displaystyle U\subset M}  і {\displaystyle w_{1},\ldots ,w_{n}} є двоїстими {\displaystyle C^{\infty }}-диференціальними формами. Для афінної зв'язності {\displaystyle \nabla } позначимо Неможливо розібрати вираз (SVG (MathML можна ввімкнути через плагін браузера): Недійсна відповідь («Math extension cannot connect to Restbase.») від сервера «http://localhost:6011/uk.wikipedia.org/v1/»:): {\displaystyle w_{ij}}
 диференціальні форми для яких 
{\displaystyle \nabla _{X}e_{i}=\sum _{i=1}^{n}w_{ij}(X)e_{j},\ \forall X\in TU.}
Тоді {\displaystyle w_{ij}} є теж диференційовними формами класу {\displaystyle C^{\infty }}. 
Задамо також векторозначний тензор {\displaystyle T(X,Y)} через його компоненти як {\displaystyle T(X,Y)=\sum _{i=1}^{n}T_{i}(X,Y)e_{i},} де {\displaystyle T_{i}(X,Y)} є дійснозначними тензорами аргументами яких є вектори (в якійсь точці) чи векторні поля (для усієї множини {\displaystyle U}).
Тоді {\displaystyle T(X,Y)} із компонентами {\displaystyle T_{i}(X,Y)} є тензором кручення тоді і тільки тоді коли виконуються рівності
{\displaystyle T_{i}=\operatorname {d} w_{i}+\sum _{j=1}^{n}w_{ij}\wedge w_{j}}
де {\displaystyle \operatorname {d} w_{i}} позначає зовнішню похідну диференційної форми, а {\displaystyle w_{ij}\wedge w_{j}} — зовнішній добуток диференціальних форм.
Відповідно, якщо {\displaystyle w_{ij}} є довільними гладкими диференціальними формами на {\displaystyle U}, то вони задають афінну зв'язність і для цієї зв'язності  задані вище {\displaystyle T_{i}(X,Y)} є компонентами тензора кручення.

### Через компоненти в локальних координатах
Нехай векторні поля {\displaystyle e_{1},\ldots ,e_{n}} є локальним базисом із {\displaystyle C^{\infty }}-векторних полів дотичного розшарування {\displaystyle TU} для деякої відкритої підмножини {\displaystyle U\subset M} .  
Нехай {\displaystyle T_{ij}^{k}} позначає компоненти тензора кручення, так що {\displaystyle T(e_{i},e_{j})=\sum _{k=1}^{n}T_{ij}^{k}e_{k}} або використовуючи позначення вище {\displaystyle T_{ij}^{k}=T_{k}(e_{i},e_{j})}.  
Позначимо також {\displaystyle \Gamma _{ij}^{k}} — символи Крістофеля (тобто, наприклад,  {\displaystyle \Gamma _{ij}^{k}=w_{ki}(e_{j})} і {\displaystyle \nabla _{e_{j}}e_{i}=\sum _{k=1}^{n}\Gamma _{ij}^{k}e_{k}}) і коефіцієнти {\displaystyle \gamma _{ij}^{k}}, що одержуються із розкладу для дужок Лі {\displaystyle [e_{i},e_{j}]=\sum _{k=1}^{n}\gamma _{ij}^{k}e_{k}}.  
Компоненти {\displaystyle T_{ij}^{k}} тензора кручення в локальних координатах запишуться через формулу: 
{\displaystyle T^{k}{}_{ij}=\Gamma ^{k}{}_{ij}-\Gamma ^{k}{}_{ji}-\gamma ^{k}{}_{ij},\quad i,j,k=1,2,\ldots ,n.}
. Якщо локальним базисом є, наприклад координатний базис, то {\displaystyle \gamma _{ij}^{k}=0} і для компонент тензора кручення справедлива формула:
{\displaystyle T^{k}{}_{ij}=\Gamma ^{k}{}_{ij}-\Gamma ^{k}{}_{ji},\quad i,j,k=1,2,\ldots ,n.}
Відповідно якщо символи Крістофеля задають афінну зв'язність, то  {\displaystyle T_{ij}^{k}} визначені як вище є компонентами відповідного тензора кручення.

## Властивості
З властивостей афінних зв'язностей і дужок Лі одразу одержуються наступні властивості тензора кручень:
- Тензор кручення є кососиметричним, тобто: {\displaystyle T(X,Y)=-T(Y,X);}
- Тензор кручення є білінійним: {\displaystyle T(X+Y,Z)=T(X,Z)+T(Y,Z),\;T(X,Y+Z)=T(X,Y)+T(X,Z);}
- Для довільної гладкої на многовиді функції f: {\displaystyle T(fX,Y)=T(X,fY)=fT(X,Y).}

### Геодезичні лінії і різниці зв'язностей
Нехай γ(t) є кривою на многовиді M із афінною зв'язністю ∇. Тоді γ називається геодезичною лінією для ∇ якщо
{\displaystyle \nabla _{{\dot {\gamma }}(t)}{\dot {\gamma }}(t)=0}
для всіх t із області визначення γ. Тут {\displaystyle {\dot {\gamma }}(t)} задає векторне поле вздовж кривої γ. Кожна геодезична лінія однозначно задається дотичним вектором {\displaystyle {\dot {\gamma }}(0)} у початковій точці t = 0.
Дві афінні зв'язності ∇ і ∇′ мають одні і ті ж геодезичні лінії тоді і лише тоді коли вони умовно кажучи відрізняються лише тензором кручення.
Більш формально нехай X і Y є векторними полями в околі точки p ∈ M і 
{\displaystyle \Delta (X,Y)=\nabla _{X}Y-\nabla '_{X}Y}
є різницею двох зв'язностей. У точці p Δ залежить лише від значень X і Y у p, тож загалом Δ є тензором на M. Нехай  S і A є симетричною і кососиметричною частиною Δ:
{\displaystyle S(X,Y)={\tfrac {1}{2}}\left(\Delta (X,Y)+\Delta (Y,X)\right)}
{\displaystyle A(X,Y)={\tfrac {1}{2}}\left(\Delta (X,Y)-\Delta (Y,X)\right)}
Тоді
- {\displaystyle A(X,Y)={\tfrac {1}{2}}\left(T(X,Y)-T'(X,Y)\right)} є різницею тензорів кручень двох зв'язностей.
- Зв'язності ∇ і ∇′ мають однакові геодезичні лінії якщо і тільки якщо S(X, Y) = 0. Еквівалентним твердженням є те, що для всіх векторів X із дотичного розшарування TM виконується рівність Δ (X, X) = 0.

Відповідно симетрична частина різниці зв'язностей визначає чи мають вони однакові геодезичні лінії. Якщо всі геодезичні лінії є однаковими то різниця між зв'язностями повністю визначається різницею між їх тензорами кручення. Зокрема якщо дві зв'язності мають однакові геодезичні лінії і тензори кручення то вони є однаковими.
Також у кожному класі зв'язностей із однаковими геодезичними лініями завжди існує зв'язність для якої тензор кручення є нульовим.

### Зв'язок з тензором кривини і тотожності Біанкі
Тензором кривини афінної зв'язності ∇ називається відображення TM × TM → End(TM), що кожній парі векторних полів X, Y присвоює лінійне перетворення, дія якого на векторному полі Z визначається як:
{\displaystyle R(X,Y)Z=\nabla _{X}\nabla _{Y}Z-\nabla _{Y}\nabla _{X}Z-\nabla _{[X,Y]}Z.}
Значення тензора кривини, як і тензора кручень в кожній точці залежить лише від значення векторів у цій точці, а не всіх векторних полів.
Нехай {\displaystyle {\mathfrak {S}}} позначає циклічну суму по X, Y, and Z.  Наприклад:
{\displaystyle {\mathfrak {S}}\left(R(X,Y)Z\right):=R(X,Y)Z+R(Y,Z)X+R(Z,X)Y.}
Тензори кривини і кручень пов'язані такими рівностями, що називаються тотожностями Біанкі:
1. Перша тотожність Біанкі:
{\displaystyle {\mathfrak {S}}\left(R(X,Y)Z\right)={\mathfrak {S}}\left(T(T(X,Y),Z)+(\nabla _{X}T)(Y,Z)\right)}
2. Друга тотожність Біанкі:
{\displaystyle {\mathfrak {S}}\left((\nabla _{X}R)(Y,Z)+R(T(X,Y),Z)\right)=0}